# تاثیر عوامل و داروهای اپی‌ژنتیک بر اختلال‌های عصبی
داروهایی که به صورت انتخابی بر روی فرآیندهای اپی‌ژنتیکی تاثیر می‌گذارند؛ اپی‌دارو نامیده می‌شوند. این داروها این امکان را می‌دهند که به‌طور همزمان به روی چندین عامل در اختلالات سیستم عصبی مرکزی تاثیر بگذارند همچنین استفاده از اپی داروها با توجه به هدف قرار دادن طیف گسترده‌ای از مکانیسمهای ژنتیکی و محیطی اختلالات سیستم عصبی مرکزی، یک درمان جامع تر را برای این اختلالات فراهم می‌کند.
داده‌های پیش‌بالینی نشان می‌دهند که مهارکننده‌های هیستون داستیلازها،DNA متیل ترانسفرازها، برومدومین‌ها و پروتئین‌های (TET) بر بیان واسطه‌های التهاب عصبی (از جمله سیتوکین‌ها و فاکتورهای پرو آپوپتوزی، نوروتروفین‌ها)، فاکتور نوروتروپیک مشتق از مغز (BDNF) و فاکتور رشد عصبی (NGF)، کانال‌های یونی، گیرنده‌های یونوتروپیک و همچنین پاتوپروتئین‌ها (از جمله آمیلوئید، پروتئین تائو و سینوکلئین تأثیر می‌گذارند.
بر اساس این مشخصات فعالیت، اپی داروها ممکن است به عنوان درمانی برای بیماری‌های عصبی مفید باشند.
تاکنون، ترکیبات سه نوع از اپی داروها بیشتر مورد مطالعه قرار گرفته است.
مهارکننده‌های DNA متیل ترانسفرازها (DNMTis)
مهار کننده‌های هیستون داستیلازها (HDACis)
مهار کننده‌های DNA دمتیلازها (TETis)

## مکانیسم
تغییرات اپی ژنتیکی، تغییراتی در عملکرد ژن است که در آن توالی اصلی DNA تغییر نمی‌کند، اما به‌طور قابل توجهی بیان ژن را تحت تاثیر قرار می‌دهد که چندین مکانیسم کلیدی را در بر می‌گیرد.
این تغییرات شامل متیلاسیون DNA و تغییرات هیستون است که بر رونویسی ژن‌ها تأثیر می‌گذارد
علاوه بر این، تغییرات RNAهای کوچک غیر کد کننده نقش حیاتی در کنترل بیان ژن پس از فرایند رونویسی ایفا می‌کند.
پیامدهای این مکانیسم‌های اپی ژنتیک به ویژه در زمینه‌های عصب‌شناسی بسیار تأثیرگذار است.
در اختلالات عصبی، از جمله بیماری‌های آلزایمر، پارکینسون و هانتینگتون، تاثیر تغییرات اپی ژنتیکی جدایی‌ناپذیر از شروع و پیشرفت بیماری هستند و حتی ممکن است به عنوان اهداف مداخله درمانی به حساب آیند.
اپی داروها چگونه منجر به تغییرات اپی ژنتیک و فنوتیپی در سطوح مختلف (سلولی-رفتاری-محیطی) می‌شوند؟
در اصل ۲ نوع دارو با اثرات اپی ژنتیکی وجود دارد:
الف) داروهایی که به‌طور مستقیم با فرآیندهای اپی ژنتیکی تعامل دارند، خصوصاً آنزیمهایی که در ایجاد و حذف مارکرهای اپی ژنتیکی مانند گروه‌های متیل و استیل در DNA یا پروتئین‌های مرتبط با آنها نقش دارند.
که فقط تعداد کمی از داروهایی که در حال حاضر برای درمان اختلالات عصبی استفاده می‌شوند مکانیسم عمل مستقیم روی آنزیم‌های اصلاح کننده هیستونها یا DNMTها دارند.
مثلValproic Acid (VPA) که نشان داده شده است باعث افزایش استیلاسیون هیستونها و افزایش رونویسی می‌شود. VPA دارای مکانیسم‌های عمل متعددی است، از جمله مهار کانال‌های سدیمی وابسته به ولتاژ و کانال‌های کلسیمی تیپ T و مهار تخریب GABA از طریق مهار GABA ترانس آمیناز.
همچنین VPA, mRNA هایBDNF و گیرنده GABAAرا افزایش می‌دهد. که هر دوی اینها می‌توانند میزان تشنج را کاهش دهند. و علاوه بر این، نوروژنز نابجای ناشی از تشنج را مهار می‌کند. اثرات اپی ژنتیکی VPA می‌تواند بقای عصبی و مهار شبکه ای را در بافت صرعی افزایش دهد. اثر محافظت کنندهٔ عصبی VPA از طریق استیلاسیون هیستون به‌طور مستقیم در ایسکمی مغزی و خونریزی داخل مغزی نشان داده شده است.
ب) داروهایی که با تعامل با هدفهای غیر اپی ژنتیک خود (مثل گیرنده‌ها) منجر به تغییرات در سیگنال دهی داخل سلولی، تغییرات رونویسی یا هر دو می‌شوند که در نهایت منجر به ایجاد تغییراتی در سطح اپی ژنوم می‌شود. مثل داروهای ضد افسردگی، ضد صرع یا روان گردانها.
داروهای ضد افسردگی سه حلقه ای (مانند ایمیپرامین) و مهارکننده‌های انتخابی بازجذب سروتونین (SSRIs) (مانند پاروکستین، فلوکستین و اسیتالوپرام) به ناقلین مونوآمین متصل می‌شوند و آنها را مهار می کنندرعلاوه بر این اثرات غیر مستقیم هم بر متیلاسیون DNA و هم بر استیلاسیون و متیلاسیون هیستون دارند.

## نقش داروهای اپی ژنتیکی بر اختلالات عصبی
شواهد بسیاری حاکی از نقش فرآیندهای اپی ژنتیکی در یادگیری و حافظه و در اختلالات شناختی، از جمله بیماری آلزایمر (AD)، بیماری هانتینگتون، و بیماری پارکینسون است.
کاهش استیلاسیون H3 و افزایش سطح HDAC6 و HDAC2 در مغز مبتلایان به AD نشان می‌دهد درمان با مهارکننده‌های HDAC می‌تواند مفید باشد. در واقع، مطالعات اولیه نشان داد که درمان با سدیم بوتیرات مهارکننده HDAC کلاس I، یادگیری و حافظه را بهبود می‌بخشد که این موارد همراه با کاهش فسفوریلاسیون تائو و بازیابی دندریتیک در هیپوکامپ یک مدل حیوانیAD بود.
بیماری پارکینسون که با کاهش هماهنگی و مهارت‌های حرکتی ناشی از مرگ نورون مشخص می‌شود، یک بیماری نورودژنراتیو پیشرونده است. مطالعات اخیر نشان داده است که احتباس پروتئین آلفا سینوکلئین در اجسام لِوی، یکی از ویژگی‌های کلیدی این بیماری است. و همچنین شامل احتباس DNMT1 در سیتوپلاسم است. کاهش DNMT1 هسته ای منجر به هیپومتیلاسیون سراسری نورنها می‌شود.
بیماری هانتینگتون یکی دیگر از اختلالات نورودژنراتیو پیشرونده است. این بیماری در اثر تکرارهای پلی گلوتامین گسترده در پروتئین هانتیگتین ایجاد می‌شود.
پروتئین هانتینگتین جهش یافته، بر خلاف نوع وحشی هانتینگتین، قادر به ورود به هسته است، جایی که بهHATها را متصل می‌شود و آن مهار می‌کند، که منجر به کاهش استیلاسیون هیستون H3 و H4 و در نتیجه خاموش شدن سراسری ژن‌های عصبی مربوطه می‌شود.
داروهایی که قادر به اصلاح عدم تعادل اپی ژنتیکی در این اختلالات هستند، می‌توانند درمان بسیار امیدوارکننده ای برای چنین بیماری‌هایی در آینده باشند.

## نقش اپی ژنتیک بر اختلالات عصبی
عوامل محیطی تاثیر گذار بر تغییرات اپی ژنتیکی
سبک زندگی
عوامل مؤثر بر سبک زندگی مانند رژیم غذایی، ورزش، سوء مصرف مواد و استرس به‌طور قابل توجهی بر اپی ژنتیک تأثیر می‌گذارد. از جملهٔ این موارد عبارتند از:
- · عدم تعادل در رژیم غذایی می‌تواند الگوهای متیلاسیون DNA را تغییر دهد و به اختلالاتی مانند افسردگی و بیماری آلزایمر کمک کند.
- فعالیت بدنی منظم مارکرهای اپی ژنتیکی را در ژن‌های مرتبط با سلامت مغز و عملکرد شناختی اصلاح می‌کند.
- سوء مصرف مواد می‌تواند باعث ایجاد تغییرات اپی ژنتیکی شود که بر مسیرهای عصبی تأثیر می‌گذارد و به اعتیاد و اختلالات روان‌پزشکی همراه مانند افسردگی و اضطراب کمک می‌کند.

استرس مزمن با تغییرات اپی ژنتیکی در ژن‌های تنظیم کننده پاسخ استرس مرتبط است که منجر به شرایطی مانند اضطراب و افسردگی می‌شود.
تأثیر عوامل محیطی در مراحل اولیه زندگی
برخی عوامل محیطی بر شرایط عصبی در مراحل اولیه زندگی تأثیر می‌گذارد. از جمله این موارد قبل از تولد، آسیب‌های دوران کودکی، و سموم محیطی هستند که می‌تواند اثرات اپی ژنتیکی طولانی مدت را ایجاد کند که به‌طور بالقوه منجر به اختلالات بعدی در زندگی می‌شود. در دورهٔ قبل از تولد مواردی مانند استرس مادر، سوء تغذیه و قرار گرفتن در معرض سموم می‌تواند تغییرات اپی ژنتیکی را ایجاد کند که بر رشد عصبی و خطر اختلالاتی مانند اوتیسم و اسکیزوفرنی تأثیر می‌گذارد.
این امر اهمیت مراقبت‌های دوران بارداری را برای سلامت روان طولانی مدت برجسته می‌کند.
همچنین ترومای دوران کودکی می‌تواند باعث تغییرات اپی ژنتیکی طولانی مدت شود و خطر ابتلا به افسردگی، اضطراب و PTSD را افزایش دهد.

## نتیجه‌گیری و چشم‌انداز
شواهد متعددی نشان داده است که مکانیسم‌های اپی ژنتیکی حلقه‌های اصلی بین عوامل محیطی پاتولوژیک و بروز بیماری هستند. مداخله در مکانیسم اپی ژنتیکی بیماری‌زا ممکن است راهی برای جلوگیری از پیشرفت یا کند کردن پیشرفت بیماری‌های عصبی باشد.
بنابراین، به نظر می‌رسد درمان اپی ژنتیکی بیماری‌های CNS یک زمینه امیدوارکننده در فارماکولوژی باشد.
با این وجود، توسعه درمان اپی ژنتیکی با اپی داروها برای بیماری‌های CNS با چندین چالش مواجه است که عبارتند از:
- نیاز به مهارکننده‌ها و فعال‌کننده‌های مخصوص ایزوفرم‌های مختلف آنزیم‌های اپی ژنتیکی که دارای نفوذپذیری بالایی در سد خونی-مغزی (BBB) هستند.
- درک تغییرات در تعاملات ژنوم-اپی ژنوم.
- ماهیت غیر هدفمند داروهای اپی ژنتیکی مانند مهارکننده‌های DNMT و HDAC[۲]

با ادامه توسعه داروهای اپی ژنتیک و افزایش حساسیت و ویژگی، کنترل بیشتر روی این سوئیچ اپی ژنتیک امکان‌پذیر است. سوئیچ اپی ژنتیکی هنگامی امکان‌پذیر می‌شود که ترکیب صحیح درمان‌ها ایجاد شده است و می‌توان از سوئیچ برای معکوس کردن فنوتیپ بیماری استفاده کرد، به خصوص اگر داروها در طول پیشرفت اولیه بیماری تجویز شوند. به عنوان مثال، پیشنهاد شده است که داروهای اپی ژنتیک ممکن است از تشکیل سلول‌های پیش ساز سرطانی جلوگیری کند در حالی که همچنین سلول‌های سرطانی مقاوم به دارو را از بین می‌برد.